# Seriemovití
Seriemovití (Cariamidae) jsou čeleď ptáků v rámci řádu seriemy (Cariamiformes), jediné dva recentní druhy čeledi i řádu představují seriema rudozobá (Cariama cristata) a seriema černozobá (= čuňa černozobá, odb. Chunga burmeisteri). Oba dva druhy endemitně žijí v Jižní Americe, přičemž jejich přirozeným biotopem jsou otevřené lesy, savany a pastviny.
Seriemovití představují jedny z největších jihoamerických pozemních ptáků – seriema rudozobá dosahuje velikosti 75–90 cm a hmotnosti až 1,5 kg. Křídla jsou krátká až středně dlouhá; ocas a krk dlouhý; končetiny taktéž dlouhé, avšak s krátkými prsty. Seriemy tak představují spíše slabší letce, ale schopné běžce, přičemž běžně dosahují rychlosti 25–40 km/h, či dokonce až 70 km/h. Menší hlava je vyzbrojena zahnutým zobákem, v případě seriemy rudozobé ji zdobí chocholka z peří a modrá kůže okolo očí. Peří je na omak měkké, zbarvení se pohybuje v šedých a hnědých odstínech. Neobjevuje se výrazný pohlavní dimorfismus.
Seriemy se živí hlavně hmyzem, zvláště brouky a rovnokřídlými, zřídkavěji loví i menší obratlovce, které zabíjejí tím způsobem, že je uchopí do zobáku a ubijí o zem. Jídelníček částečně zahrnuje i rostlinnou složku (ovoce, semena, listy). Seriemy lze nejčastěji spatřit jednotlivě, v párech, anebo menších skupinkách, pozornost poutají zvláště svým silným křikem. Hnízdo z klacků si tito ptáci budují na menších stromech, snůšku obvykle tvoří 2 vejce. Na stavbě hnízda a péči o mláďata se podílejí oba členové páru, inkubuje však pouze samice. Inkubační doba trvá asi 1 měsíc.